# Saúl Ordóñez
Saúl Ordóñez Gavela, né le 10 avril 1994 à Ponferrada, est un athlète espagnol, spécialiste de demi-fond.

## Carrière
Il est médaillé de bronze du 800 mètres masculin aux championnats du monde d'athlétisme en salle 2018. Le 20 juillet 2018, lors du Meeting Herculis de Monaco, il bat le record d'Espagne du 800 m en 1 min 43 s 65, exactement six ans après et au même endroit que Kevin López, marquant un peu plus encore son statut de favori pour les championnats d'Europe de Berlin,.

## Palmarès
| Date | Compétition                    | Lieu       | Résultat | Épreuve   | Temps         |
| ---- | ------------------------------ | ---------- | -------- | --------- | ------------- |
| 2015 | Championnats d'Europe espoirs  | Tallinn    | 2e       | 800 m     | 1 min 48 s 23 |
| 2016 | Jeux méditerranéens espoirs    | Tunis      | 3e       | 800 m     | 1 min 48 s 12 |
| 2016 | Jeux méditerranéens espoirs    | Tunis      | 2e       | 4 x 400 m | 3 min 13 s 73 |
| 2018 | Championnats du monde en salle | Birmingham | 3e       | 800 m     | 1 min 48 s 01 |

## Records
| Épreuve    | Épreuve   | Temps         | Lieu      | Date            |
| ---------- | --------- | ------------- | --------- | --------------- |
| 800 mètres | Plein air | 1 min 43 s 65 | Monaco    | 20 juillet 2018 |
| 800 mètres | En salle  | 1 min 46 s 96 | Karlsruhe | 3 février 2018  |